# نقشه‌برداری هوایی
نقشه‌برداری هوایی کتابی از خان بابا ایروانی است که در سال ۱۳۳۲ منتشر و برندهٔ جایزه کتاب سال سلطنتی شد.